# C. C. Stevens
Charles Cyril Stevens (* 31. März 1907 in Andover, Hampshire, England; † 13. Juli 1974 in Sutton Green, Surrey, England) war ein britischer Tontechniker, der bei der Oscarverleihung 1943 für einen Oscar für die besten Spezialeffekte nominiert war.

## Leben
Stevens begann seine Laufbahn als Tontechniker in der Filmwirtschaft 1933 bei dem Film Up for the Derby und arbeitete im Laufe seiner bis 1967 dauernden Karriere bei der Herstellung von fast neunzig Filmen mit.
Bei der Oscarverleihung 1943 war er gemeinsam mit Ronald Neame für den Oscar für die besten Spezialeffekte nominiert und zwar für den Film One of Our Aircraft Is Missing (1942).

## Filmografie (Auswahl)
- 1933: Up for the Derby
- 1937: The Street Singer
- 1939: Auf Wiedersehen, Mr. Chips (Goodbye, Mr. Chips)
- 1942: The Day Will Dawn
- 1942: In Which We Serve
- 1946: Ein Herz geht verloren (Carnival)
- 1946: Irrtum im Jenseits (A Matter of Life and Death)
- 1952: It Started In Paradise
- 1955: The Woman For Joe
- 1959: Operation Amsterdam
- 1960: Augen der Angst (Peeping Tom)
- 1962: Tiara Tahiti
- 1965: Die große Flasche (The Early Bird)
- 1967: Pretty Polly